# IRB Sevens World Series 2009-2010
L'IRB Sevens World Series 2009-2010 è l'undicesima edizione di tale torneo di rugby a 7. Samoa è la squadra vincitrice.

## Tornei 2009-2010
| Tornei 2009–10            | Tornei 2009–10               | Tornei 2009–10      | Tornei 2009–10 |
| Torneo                    | Località                     | Date                | Vincitore      |
| ------------------------- | ---------------------------- | ------------------- | -------------- |
| Dubai Sevens 2009         | Dubai                        | 4-5 dicembre 2009   | Nuova Zelanda  |
| South Africa Sevens 2009  | Outeniqua Park, George       | 11-12 dicembre 2009 | Nuova Zelanda  |
| New Zealand Sevens 2010   | Westpac Stadium, Wellington  | 5-6 febbraio 2010   | Figi           |
| United States Sevens 2010 | Sam Boyd Stadium, Las Vegas  | 13-14 febbraio 2010 | Samoa          |
| Australia Sevens 2010     | Adelaide Oval, Adelaide      | 19-21 marzo 2010    | Samoa          |
| Hong Kong Seven 2010      | Hong Kong Stadium, Hong Kong | 26-28 marzo 2010    | Samoa          |
| London Sevens 2010        | Twickenham, Londra           | 22-23 maggio 2010   | Australia      |
| Edinburgh Sevens 2010     | Murrayfield, Edimburgo       | 29-30 maggio 2010   | Samoa          |

## Squadre partecipanti
All'inizio di ogni stagione l'IRB annuncia le 12 squadre che hanno diritto a disputare l'intera serie della stagione in corso. Le squadre per il 2009-10 sono:
- Argentina
- Australia
- Figi
- Francia
- Galles
- Inghilterra
- Kenya
- Nuova Zelanda
- Samoa
- Scozia
- Sudafrica
- Stati Uniti

## Punteggi
Il campionato ha una classifica determinata dai punti guadagnati in ogni torneo. Per tutti i tornei a parte Hong Kong si può applicare questo programma:
- Vincitore della Cup (1º posto): 20 punti
- Finalista della Cup: 16 p
- Semifinalista Cup: 12 p
- Vincitore del Plate (5°): 8 p
- Finalista Plate: 6 p
- Semifinalista Plate: 4 p
- Vincitore Bowl (9°): 2 p

Per gli eventi a 24 squadre come Hong Kong i punti sono attribuiti in modo differente:
- Vincitore della Cup (1º posto): 30 punti
- Finalista della Cup: 24 p
- Semifinalista Cup: 18 p
- Quarti di finale della Cup: 8 p
- Vincitore del Plate (9°): 4 p
- Finalista Plate: 3 p
- Semifinalista Plate: 2 p
- Vincitore Bowl (17°): 1 p

Se due squadre sono a pari punti a fine stagione si usano i seguenti metodi per stabilire la classifica:
1. Differenza punti in stagione
2. Totale mete in stagione
3. Se non sono bastati i criteri sopra le squadre sono pari

## Formato
In un evento normale partecipano 16 squadre, in quello di Hong Kong 24. In ogni torneo le squadre sono divise in gironi da quattro formazioni, che disputano un girone all'italiana. Sono attribuiti 3 punti per la vittoria, 2 per il pareggio, uno per la sconfitta, 0 se si dà forfait. A parità di punti sono considerati:
1. Confronto diretto.
2. Differenza punti.
3. Differenza mete.
4. Punti segnati.
5. Sorteggio.

In ogni torneo sono assegnati quattro trofei, in ordine decrescente di prestigio sono: Cup, al vincitore dell'evento, Plate, Bowl e Shield. A Hong Kong lo Shield non è assegnato. Ogni trofeo è attribuito alla fine di confronti diretti.
In un evento normale le prime due di ogni girone avanzano per competere per la Cup. Le perdenti dei quarti di finale passano nel tabellone per il Plate. Il Bowl è conteso fra terzi e quarti dei gironi, mentre per lo Shield giocano i perdenti dei quarti di finale del Bowl.
A Hong Kong avanzano per la Cup i vincitori dei sei gironi e le due migliori seconde. Il Plate è conteso dai rimanenti migliori otto team, mentre le altre otto passano al Bowl.

## Classifica generale
| Stagione 2009-10 | Stagione 2009-10   | Stagione 2009-10 | Stagione 2009-10 | Stagione 2009-10 | Stagione 2009-10 | Stagione 2009-10 | Stagione 2009-10 | Stagione 2009-10 | Stagione 2009-10 | Stagione 2009-10 | Stagione 2009-10 |
| Pos.             | Nazione            | Dubai            | Sudafrica        | Nuova Zelanda    | USA              | Australia        | Hong Kong        | Inghilterra      | Scozia           | Punti Totali     |                  |
| ---------------- | ------------------ | ---------------- | ---------------- | ---------------- | ---------------- | ---------------- | ---------------- | ---------------- | ---------------- | ---------------- | ---------------- |
| 1                | Samoa              | 20               | 6                | 20               | 24               | 24               | 30               | 16               | 24               | 164              |                  |
| 2                | Nuova Zelanda      | 24               | 24               | 16               | 20               | 12               | 25               | 12               | 16               | 149              |                  |
| 3                | Australia          | 12               | 6                | 12               | 16               | 16               | 16               | 24               | 20               | 122              |                  |
| 4                | Figi               | 16               | 20               | 24               | 8                | 6                | 20               | 8                | 6                | 108              |                  |
| 5                | Inghilterra        | 16               | 12               | 16               | 6                | 4                | 20               | 6                | 16               | 96               |                  |
| 6                | Sudafrica          | 8                | 8                | 8                | 12               | 8                | 10               | 20               | 6                | 80               |                  |
| 7                | Argentina          | 6                | 16               | 0                | 0                | 16               | 0                | 16               | 8                | 62               |                  |
| 8                | Kenya              | 6                | 16               | 6                | 16               | 0                | 8                | 0                | 0                | 52               |                  |
| 9                | Galles             | 4                | 4                | 4                | 6                | 6                | 0                | 6                | 4                | 34               |                  |
| 10               | Stati Uniti        | 0                | 0                | 0                | 4                | 20               | 8                | 0                | 0                | 32               |                  |
| 11               | Canada             | NP               | NP               | 6                | 0                | NP               | 5                | 4                | 0                | 15               |                  |
| 12               | Scozia             | 0                | 0                | 0                | 0                | 0                | 0                | 0                | 12               | 12               |                  |
| 13=              | Golfo Persico      | 0                | NP               | NP               | NP               | NP               | NP               | NP               | NP               | 0                |                  |
| 13=              | Cile               | NP               | NP               | NP               | 0                | NP               | NP               | NP               | NP               | 0                |                  |
| 13=              | Cina               | NP               | NP               | NP               | NP               | NP               | 0                | NP               | NP               | 0                |                  |
| 13=              | Taiwan             | NP               | NP               | NP               | NP               | NP               | 0                | NP               | NP               | 0                |                  |
| 13=              | Francia            | 0                | 0                | 0                | 0                | 0                | 0                | 0                | 0                | 0                |                  |
| 13=              | Guyana             | NP               | NP               | NP               | 0                | NP               | NP               | NP               | NP               | 0                |                  |
| 13=              | Hong Kong          | NP               | NP               | NP               | NP               | NP               | 0                | NP               | NP               | 0                |                  |
| 13=              | Italia             | NP               | NP               | NP               | NP               | NP               | 0                | 0                | 0                | 0                |                  |
| 13=              | Giappone           | NP               | NP               | NP               | 0                | 0                | 0                | NP               | NP               | 0                |                  |
| 13=              | Niue               | NP               | NP               | 0                | NP               | 0                | NP               | NP               | NP               | 0                |                  |
| 13=              | Papua Nuova Guinea | NP               | NP               | 0                | NP               | 0                | NP               | NP               | NP               | 0                |                  |
| 13=              | Portogallo         | 0                | 0                | NP               | NP               | NP               | 0                | 0                | 0                | 0                |                  |
| 13=              | Russia             | 0                | 0                | NP               | NP               | NP               | 0                | 0                | 0                | 0                |                  |
| 13=              | Corea del Sud      | NP               | NP               | NP               | NP               | NP               | 0                | NP               | NP               | 0                |                  |
| 13=              | Thailandia         | NP               | NP               | NP               | NP               | NP               | 0                | NP               | NP               | 0                |                  |
| 13=              | Tonga              | NP               | NP               | 0                | NP               | 0                | 0                | NP               | NP               | 0                |                  |
| 13=              | Tunisia            | NP               | 0                | NP               | NP               | NP               | NP               | NP               | NP               | 0                |                  |
| 13=              | Zimbabwe           | 0                | 0                | NP               | NP               | NP               | 0                | NP               | NP               | 0                |                  |